# فلسفة رومانية
الفلسفة الرومانية هي اسم يغطي إما أ) الفلسفة المُصاغة في رومانيا أو على يد الرومانيين، أو ب) الفلسفة الإثنية التي تعبر -عند مستوى عالٍ- عن الروحانية الرومانية، أو التي ترتفع إلى مستوى فلسفي للرؤية الكونية للشعب الروماني مثلما أودِعت في اللغة والفلكلور والتقاليد والعمارة والنتاجات اللغوية والثقافية الأخرى.

## خصوصية الفلسفة الرومانية
عرف النقاش الخاص بوجود فلسفة رومانية ثلاث مراحل.
بين الحربين العالميتين، بعد ظهور رومانيا الكبرى، مرت الهوية الوطنية الرومانية بأزمة. بما أن الهوية الوطنية لم تعُد متمحورة حول الأهداف السياسية المباشرة (الحقوق الوطنية والاستقلال والاتحاد الوطني وغيرها)، تمتلك الفكرة الآن ميزة ثقافية أعمق. لهذا، أصبح النقاش حول الخصوصية الوطنية في التاريخ والأدب والفلسفة شائعًا جدًا. نشر مارتن شتيفانيسكو أول تاريخ للفلسفة الرومانية عام 1922، مثبتًا أن التفكير الفلسفي في رومانيا وصل إلى مستوى التفكير الانعكاسي الذاتي، بمعنى آخر، وصل إلى إدارك ذاته. كان الاستنتاج العام لنقاشات فترة ما بين الحربين العالميتين هو أن هناك فلسفة رومانية مناسبة تمتلك حضورًا مميزًا بين الفلسفات الوطنية الأخرى. اعتقد كونستانتين نويكا -الذي أصبح أحد أبرز الفلاسفة الرومانيين- سابقًا أن الفلسفة الرومانية تتميز بالوثنية والكونية (أي عدم وجود انفصال حقيقي بين العالم والإنسان الموجود فيه أي التجاوز) والحتمية (أو بالأحرى القدرية).
خلال الفترة الشيوعية ما بعد عام 1965، أصبح وجود فلسفة رومانية محددة عقيدةً لا جدال فيها. تحدثت السرديات الرسمية -المتأثرة كثيرًا بالشيوعية القومية وما يُطلق عليه الأيدولوجية النَسْبية- عن فلسفة غيتو الداسيانيين. أكدت تلك السرديات استمرار الرؤية الفلسفية من الداسيانيين عبر الفلكلور حتى المؤلفين المعاصرين. لا داعي للقول إن الميزة المادية للفلسفة الرومانية والذرائع الأخرى للعقيدة الرسمية غير موجودة أو مبالغ بها جدًا. ومع ذلك، أصر بعض المؤلفين غير الماركسيين، مثل نويكا، على تفرد الفكر الفلسفي الروماني، حتى أن نويكا كتب كتابًا بعنوان «الرأي الروماني في الوجود».
بعد سقوط النظام الشيوعي عام 1989، عاد النقاش للظهور. قال رأي ما إن هناك فلاسفة رومانيون، ولكن لا توجد فلسفة رومانية. بمعنى آخر، إن عبارة «فلسفة رومانية» لها مجرد محتوى تاريخي جغرافي. تتألف وجهة النظر المعاكسة من طرحين: 1) لا تملك كل الأمم الأوروبية فلسفتها الوطنية الخاصة، 2) تمتلك الأمة الرومانية فلسفتها الوطنية الخاصة المميزة التي تستمر على مستوى أعلى في رؤيتها التقليدية للعالم. تبدو مقالة موسوعة روتليدج الفلسفية الخاصة بالفلسفة في رومانيا أنها تتبنى رؤيةً أضعف من الموقف الثاني. يُعترف بوجود فلسفة رومانية، ولكنها غير متصلة بالروح الوطنية أو بالجوهر الإثني للرومانيين. لهذا، يقول المؤلفون: «في ذروة تطورها بين الحربين العالميتين، امتلكت الفلسفة الرومانية الخصائص المميزة التالية: كان مرتبطة جدًا بالأدب، بمعنى أن أهم الفلاسفة الرومانيين كانوا كتّابًا، إذ أظهرت انهماكًا مفرطًا بمسألة الهوية الرومانية، وانخرطت بالنقاشات التاريخية والسياسية والأيدولوجية الرومانية مأججة المواقف مع التغريب والحداثة أو ضدهما، وتزامنت بسرعة مع الفكر الفلسفي الغربي، وكانت (وما تزال) تفتقر للفكر الأخلاقي.

## مختصر تاريخي

### البدايات
تُعد الكتابات الآبائية أول نصوص فلسفية على نطاق واسع مؤكدة على الأراضي الرومانية. تُعد أعمال ديونيسيوس الأيروباجيتي المزيف وجدل القديس يوحنا الدمشقي أهم الأعمال التي ترجمتها الكنيسة السلافية، من بين تلك النصوص. انتشرت أيضًا مقتطفات من أعمال الفلاسفة القدماء. تُعد تعاليم نيغوي باساراب لابنه ثيودوسيوس المكتوبة عام 1521 العمل الأصلي الوحيد. الكتاب مجموعة من المصادر الآبائية والتوراتية وكثير من الأفكار الأخلاقية والسياسية من وجهة نظر زاهدة. يرسم الكتاب الثيوقراطية البيزنطية ويقترح نموذجًا للأمير الراهب.

### القرن السابع عشر
في منتصف القرن السابع عشر، اكتسبت اللغة الرومانية وضع اللغة الطقسية إلى جانب اللغة اليونانية والسلافية، وبدأت بتطوير المفردات الفلسفية. ألّف نيكولاي مايلسكو (1638-1708) أول ترجمة لنص فلسفي إلى الرومانية (أطروحة عن العقل المهيمن لجوزيفوس فلافيوس المزيف، تُرجمت حتى عام 1688). كتب ميرون كوستين (1633-1691) أول قصيدة فلسفية باللغة الرومانية، «حياة العالم» عام 1672، وهي انعكاس أخلاقي عن السعادة الأرضية. يُعد الديفان أهم إنتاج فلسفي في هذا القرن لديميتري كانتمير (1673-1723)، وهو أطروحة فلسفية تدعم الأخلاق الأرثوذكسية بحجج عقلانية. تُرجمت هذه الرسالة إلى اللغة العربية لاستخدام المسيحيين السوريين، ولاحقًا إلى البلغارية.
كُتبت بعض النصوص الفلسفية باللغة اللاتينية. كتب غافريل إيفول (1619-1678)، اليسوعي الذي درس الفلسفة في جامعة فيينا، أطروحةً منطقية بعنوان «مقترحات في المنطق الشامل» عام 1654. ألف كانتيمير كتابًا عن المنطق وأطروحة عن الفيزياء اللاهوتية بعنوان «العلوم وتأكيد صورة الوقت» عام 1700 والتي، إلى جانب مناقشة طبيعة الوقت، ومشكلة الأكوان، تحاول تبرير علم الكونيات التوراتي بحجج غير لاهوتية استنادًا إلى فلسفة يان بابتيست فان هيلمونت. خلَّف أيضًا نصًا عن فلسفة التاريخ بعنوان «الفحص البدني للملكية».

### القرن الثامن عشر
في القرن الثامن عشر، كانت الفلسفة المهيمنة في مولدافيا وفلاشيا هي النيوأرسطية لثيوفيلوس كوريداليوس، وكانت في الواقع النيوأرسطية في بادوان التي وضعها زاباريلا وبوموناتزي وكريمونيني. نحو الربع الأخير من القرن، واجهت النيوأرسطية تحديًا عبر انتشار العقلانية (كريستيان وولف) والتجريبية (جون لوك). يمكن تمييز شخصيات مهمة سامويل ميكو (1745-1806) في ترانسيلفانيا، وإيوسف مويسوداكس (1730-1800) في مولدافيا. عززت أول ترجمة قوية لولفيان باوميستر ضمنيًا التنوير الألماني. ساهم باوميستر بشكل حاسم في تحديث المناهج الفلسفية في الأكاديميات الأميرية. كتب مقالًا بعنوان «الاعتذار»، وهو حجة رائعة من الفلسفة الأوروبية الحديثة ضد المدرسة القديمة الأرسطية الشوردالية. كانت اللغة الفلسفية لهذا القرن في معظمها يونانيةً. يقدم الاستثناء البارز الكلوسير إيوان غينتو (جان زانيتي)، الذي نشر عام 1787، باللغتين اليونانية والفرنسية، أطروحةً بعنوان «دحض أطروحة أشيلوس في طبيعة الكون». انتقد فيها المفهوم القديم فيما يتعلق بخلود الكون، من أجل تعزيز إيمان أتباعه.

### القرن التاسع عشر
يمكن تقسيم القرن التاسع عشر من وجهة نظر تاريخ الفلسفة إلى ثلاث فترات: فترة الأيام الأخيرة لنظام يونانيي الفنار واستعادة السلالات الرومانية وأخيرًا تشارلز الأول، الذي جاء من سلالة أجنبية (هوهينزوليرين).

#### نهاية نظام يونانيو الفنار
في العقدين الأولين من القرن التاسع عشر بقي الأساتذة اليونانيون للأكاديميات الأميرية أبرز الفلاسفة في الإمارات الرومانية. يمكن ذكر -من بينهم- لامبروس فوتياديس وكونستانتيوس فاردالاخوس وميوفيت دوكاس وبنجامين ليسفيوس في بوخارست، إضافة إلى دانييل فيليبيس وستيفانوس دونجاس وديميتريوس بانايوتو غوفيلاس في إياسي. وكان بعضهم من خريجي الأكاديميات من الإمارات، مثل فاردالاخوس، الذي درس مع فوتياديس، وهو طالب قديم في أكاديمية برينسلي من بوخارست. درس دانييل فيليبس أيضًا في هذه الأكاديمية في ثمانينيات القرن الثامن عشر، تحت إشراف الفيلولوجي (عالم اللغة) الشهير نيوفيت كافسوكاليفايس. لكنهم درسوا أيضًا (باستثناء فوتياديس) في الجامعات الغربية الكبرى. كان دونجاس، على سبيل المثال، طالب فريدريك فيلهلم جوزيف شيلينغ. في الفيزياء، حاول التوفيق بين اللاهوت الأرثوذكسي العقائدي وعلم الطبيعة، باتباع نظام شيلينج.
لم يكونوا من مؤيدي الفلسفة الحديثة والعلوم الطبيعية فحسب، بل لأفكار التنوير أيضًا. كان لفلسفة الفلاسفة الفرنسية تأثير كبير على المثقفين الرومانيين عبر دوراتهم وكتبهم المنشورة. من الناحية الفلسفية، كان بنجامين ليسفيوس أكثر هؤلاء المؤلفين إثارة للاهتمام، وقد تضمنت ميتافيزيقيته -من بين أشياء أخرى قيمة- نظرية إدراك تنطوي على مناقشة الإمكانية المفاهيمية لعكس اللون. تجدر الإشارة إلى أن فيليبس كان من أوائل أتباع كانط في الإمارات الرومانية.